# Günter Leykam

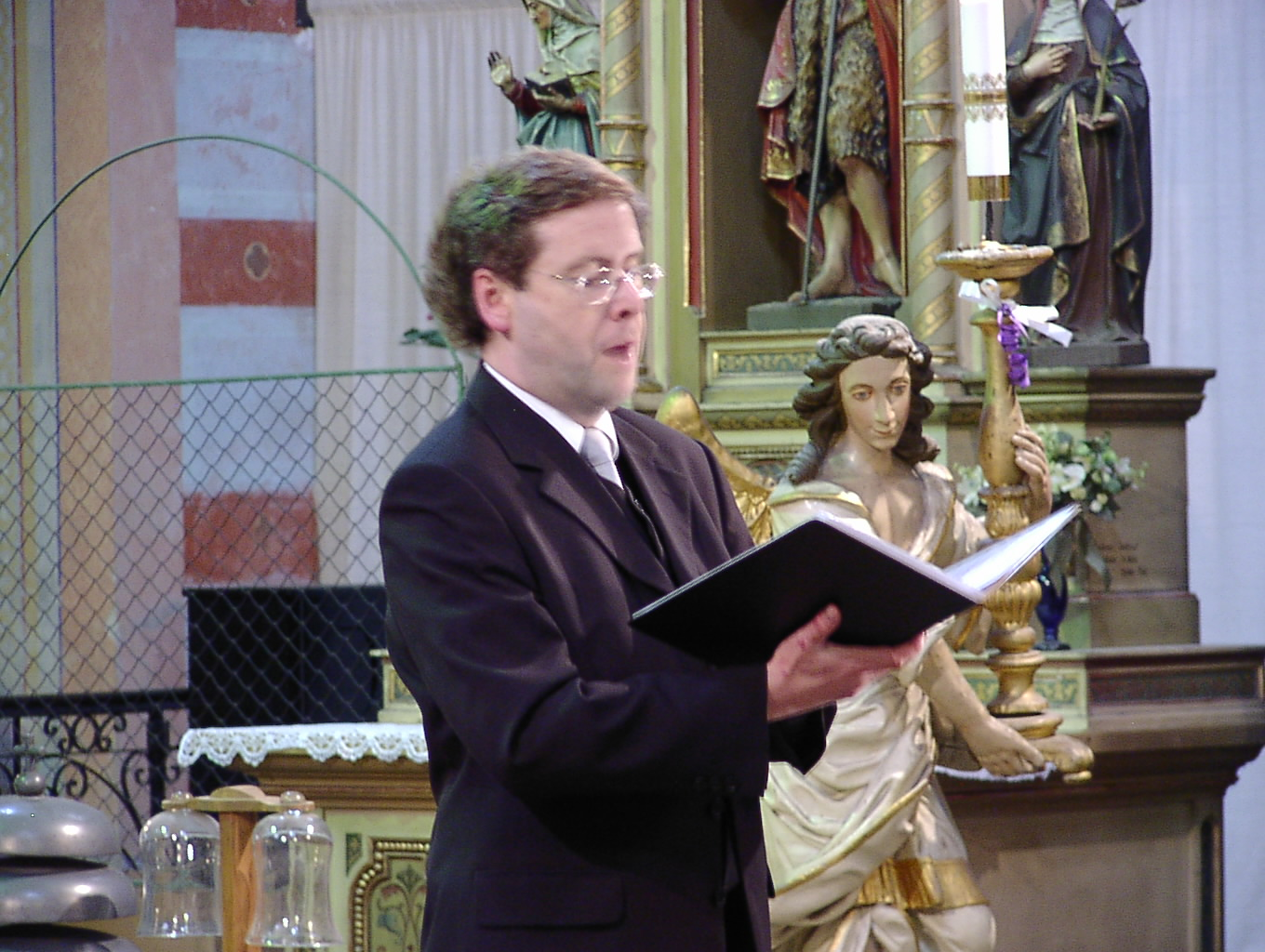
Günter Leykam bei einem Konzert in Kraslice (Tschechien)

Günter Leykam (* 1960 in Nürnberg) ist ein deutscher Sänger (Bariton).

## Leben
Leykam erhielt seine erste musikalische und stimmliche Ausbildung am Musischen Gymnasium Bayreuth. Nach dem Abitur studierte er evangelische Kirchenmusik an der Hochschule für evangelische Kirchenmusik in Bayreuth.
Leykam setzte daraufhin sein Studium an der staatlichen Hochschule für Musik in Würzburg bei Kammersänger Horst Laubenthal fort und absolvierte seine Diplomprüfung mit Auszeichnung. Aus diesem Grund erhielt er als Erster seit Bestehen der Musikhochschule Würzburg die Meisterklasse in Gesang zuerkannt und bekam vom Senat der Hochschule das Meisterklassendiplom verliehen. Anschließend erhielt er Lehrverpflichtungen an der Friedrich-Alexander-Universität Erlangen-Nürnberg sowie der Musikhochschule Würzburg.
1990 erfolgte die Berufung zum künstlerischen Leiter des Bachsolisten-Ensembles Bayreuth. Leykam initiierte eine Konzerttätigkeit dieses Orchesters mit den Solisten Axel Köhler, Horst Laubenthal, Florian Prey und Matti Salminen. Zudem unternahm er Konzertreisen innerhalb Europas und den USA. In London produzierte Leykam das Weihnachtsoratorium von Johann Sebastian Bach für die BBC London.
Es folgten der Karinthische Sommer mit Beethovens Missa solemnis, Konzerte in der Bastille-Oper Paris mit szenischen Bachkantaten sowie regelmäßige Konzerttätigkeit mit dem Bayerischen Staatsorchester, Rundfunk- und Fernsehaufnahmen unter anderem mit dem Bayerischen Rundfunk und dem Bayerischen Fernsehen, dem Hessischen Rundfunk und mit dem Französischen Fernsehen.
CD-Einspielungen hatte er mit Werken wie der Petite Messe Solennelle von Gioacchino Rossini, der Johannespassion von Heinrich Schütz, der Johannespassion von Johann Sebastian Bach, der Brücke zur Ewigkeit von Siegfried Fietz sowie die Solo-CDs Fröhliche Weihnacht überall und die zum Doppeljubiläum von Georg Friedrich Händel und Felix Mendelssohn Bartholdy erschienene CD Sie schallt, die Posaun’.
Im November 2016 führte Leykam in einer europäischen Uraufführung das Requiem For The Living des amerikanischen Komponisten Dan Forrest in der evang.-luth. Kreuzkirche Bayreuth auf. Ausführende waren das New European Soloists Ensemble sowie die Kantorei der Kreuzkirche und der Kammerchor des Markgräfin-Wilhelmine-Gymnasiums in Bayreuth. Im Oktober 2018 erschien unter dem Label „Concerto Bayreuth“ eine CD zum 150. Todestag von Carl Loewe mit Günter Leykam und Werner Dörmann, Klavier.